# Ectinohoplia variegata
Ectinohoplia variegata är en skalbaggsart som beskrevs av Preudhomme de Borre 1886. Ectinohoplia variegata ingår i släktet Ectinohoplia och familjen Melolonthidae. Inga underarter finns listade i Catalogue of Life.